# Siège de Myitkyina
Théâtre d'Asie du Sud-Est de la Seconde Guerre mondiale
Seconde guerre sino-japonaise
Batailles
Invasion japonaise de la Birmanie :
- Rivière Bilin
- Pont de la Sittang
- Pégou
- Barrage routier de Taukkyan
- Route Yunnan-Birmanie (Tachiao
- Oktwin
- Taungû)
- Shwedaung
- Prome
- Yenangyaung

Opérations en Birmanie (1942-1943) :
- Arakan
- The Hump
- Chindits
- Nord de la Birmanie et ouest du Yunnan

Opérations en Birmanie en 1944 :
- Chindits (2)
- Admin Box
- U-Go (Imphal
- Sangshak
- Court de tennis
- Kohima)
- Myitkyina
- Mogaung
- Mont Song

Opérations en Birmanie (1944-1945) :
- Meiktila et Mandalay
- Pakokku et Irrawaddy
- Colline 170
- Île de Ramree
- Tanlwe Chaung
- Dracula
- Elephant Point
- Coude de la Sittang

Le siège de Myitkyina est un engagement de la campagne de Birmanie de 1944 pendant la Seconde Guerre mondiale. La victoire alliée faisait partie de l'opération plus large de la Birmanie du nord et du Yunnan qui permit l'ouverture de la route de Ledo.

## Contexte
Joseph Stilwell avait l'intention de faire une marche rapide contre Myitkyina en prophétisant que ce serait un « exploit qui vivra dans l'histoire militaire », voulant la ville pour la piste d'atterrissage à proximité, stratégiquement vitale pour la campagne, étant une source inestimable de ravitaillement et de soutien aérien dans les combats de jungle notoirement difficiles dans le théâtre Chine-Birmanie-Inde. Le commandant de la force expéditionnaire chinoise Wei Lihuang joua également un rôle essentiel dans la frappe de l'armée impériale japonaise. Sun Li-jen, en tant que deuxième commandant de la nouvelle 1re armée chinoise, l'un des meilleurs de l'armée nationale révolutionnaire. La 1re armée améliora son équipement notamment par le biais des États-Unis en leur fournissant des casques M1 à la place d'anciennes casquettes inadaptées, et échangea ses fusils à verrou de type Zhongzheng contre des armes américaines et britanniques plus récentes. De plus, le Corps expéditionnaire chinois (CEC) avait finalement reçu l'artillerie et le soutien aérien des forces américaines et britanniques, leur donnant un net avantage autour de Myitkyina contre les forces japonaises maintenant mal ravitaillées ayant le moral au plus bas. Les États-Unis et les Britanniques jouèrent un rôle relativement mineur pendant la bataille, bien qu'ayant également des unités de combat déployés telles que les célèbres Merrill's Marauders, actifs dans la jungle.

## Siège
Stilwell ordonna à la 22e division chinoise d'avancer contre les ponts tenus par les Japonais le 15 mars. Après deux mois de combats, Myitkyina était désormais à portée de main. Avec l'arrivée de la saison des pluies, la pluie incessante ne s'arrêta que le 17 mai. Ce jour-là à 22 h 00, le Corps expéditionnaire chinois lança une attaque avec l'unité des Merrill's Marauders de l'armée américaine contre la piste d'atterrissage japonaise à Myitkyina, soutenue par l'artillerie. Huit avions japonais furent rapidement détruits alors que la bataille s'intensifiait. Les Japonais furent pris au dépourvu et, ne sachant pas où se trouvaient leurs ennemis, versèrent de l'essence sur l'aérodrome en appliquant la politique de la terre brûlée avant de se replier dans Myitkyina proprement dit, dans l'intention d'y combattre les Chinois et les Américains à des conditions plus favorables. Les Chinois et les Américains envahirent rapidement le terrain relativement intact, et permirent aux avions de transport C-47 de l'armée de l'air américaine et de la Royal Air Force de déployer le 89e régiment chinois de la 30e division sur le champ de bataille pour compléter les unités épuisées du CEC et des Merrill's Marauders combattant à Myitkyina.
Par la suite, certaines unités chinoises attaquèrent la ville elle-même, mais l'opération sera annulée lorsque deux bataillons chinois, dans la confusion et l'excitation de la bataille, s'engagèrent par erreur dans une fusillade féroce. Lors du déplacement de deux autres bataillons, cette erreur fut une nouvelle fois répétée.
Une impasse s'ensuivit tout au long du mois de juin, mais la capture de Mogaung par les Chindits britanniques sous Mike Calvert plus tard ce mois-là fut le début de la fin pour la garnison japonaise de Myitkyina. Avec la coupure des lignes de ravitaillement, les luttes intestines se développèrent entre les deux commandants japonais locaux sur leurs ordres concernant la défense de la ville. Stillwell avait exigé que les Chindits les rejoignent, mais leur garnison fut réduit par la maladie et les combats. Stillwell sera néanmoins renforcé par l'arrivée d'éléments de la 36e division de Francis Festing à partir du 15 juillet de l'aérodrome de Myitkyina. En apprenant l'affaiblissement de la garnison japonaise à Myitkyina, Stillwell envoya cette division non pour prendre Myitkyina mais pour avancer sur le « corridor ferroviaire » de Mogaung vers Indaw sur le flanc droit du NCAC.
Le 26 juillet, le 3e bataillon américain des Merrill's Marauders réalisa un gain significatif en capturant le terrain d'aviation nord de Myitkyina et au cours de la semaine suivante, la résistance japonaise fut sensiblement plus faible.
Le 3 août, le général Genzo Mizukami ordonna l'abandon de la ville et se suicida littéralement pour « défendre Myitkyina jusqu'à la mort » alors que les forces chinoises et américaines nettoyaient progressivement la ville et les environs des troupes japonaises.

## Conséquences

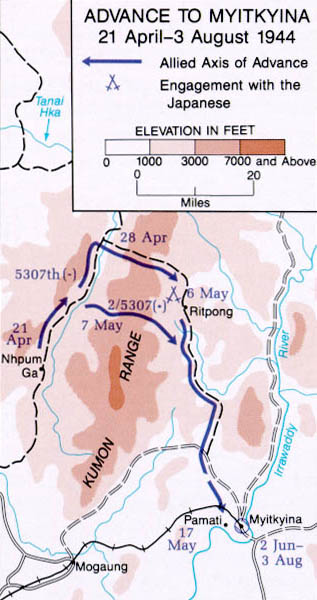
Avance vers Myitkyina entre le 21 avril et le 3 août 1944.

Les opérations contre Myitkyina furent particulièrement dures pour le corps expéditionnaire chinois, en raison des combats acharnés, du manque de fournitures, du terrain difficile et de la maladie. En raison du nombre excessif de pertes, l'unité a effectivement cessé d'exister en tant que force de combat et fut donc dissoute. La prise tant attendue de Myitkyina et de son aérodrome permit l'ouverture de la route de Ledo, reliant l'ancienne route de Birmanie à la Chine. Les pertes chinoises furent les plus élevées parmi toutes les batailles concernant l'intervention chinoise dans la campagne de Birmanie.

### Ordre de bataille
| Ordre de bataille américano-chinois | Ordre de bataille japonais |
| --- | --- |
| Troupes chinoises et américaines du Northern Combat Area Command : général Joseph Stilwell - Nouvelle 1re armée : Zheng Dongguo - 22e division : Liao Yaoxiang - 30e division : Tang Shouzhi - 38e division : Sun Li-Jen - 14e division : Long Tianwu - 50e division : Pan Yukun - 1re division de chars - Merrill's Marauders : B. G. Frank Merrill - 5307e régiment provisoire Corps expéditionnaire chinois : général Wei Lihuang - 11e groupe d'armées : Song Xilian (en) - 2e armée : Wang Ling-yun - 6e armée : Huang Chieh - 71e armée : Chung Pin - 20e groupe d'armées : Huo Kuizhang - 53e armée : Chou Fu-chen - 54e armée : Chueh Han-chien - 8e armée : Ho Shao-chou | 33e armée japonaise : général Hondo Masaki - 2e division : Okazaki - 18e division : Tanaka - 53e division : Takeda - 56e division : Matsuyama - 24e brigade mixte indépendante : Hayashi - Garnison de Myitkyina : Genzo Mizukami |